# Ealdorman

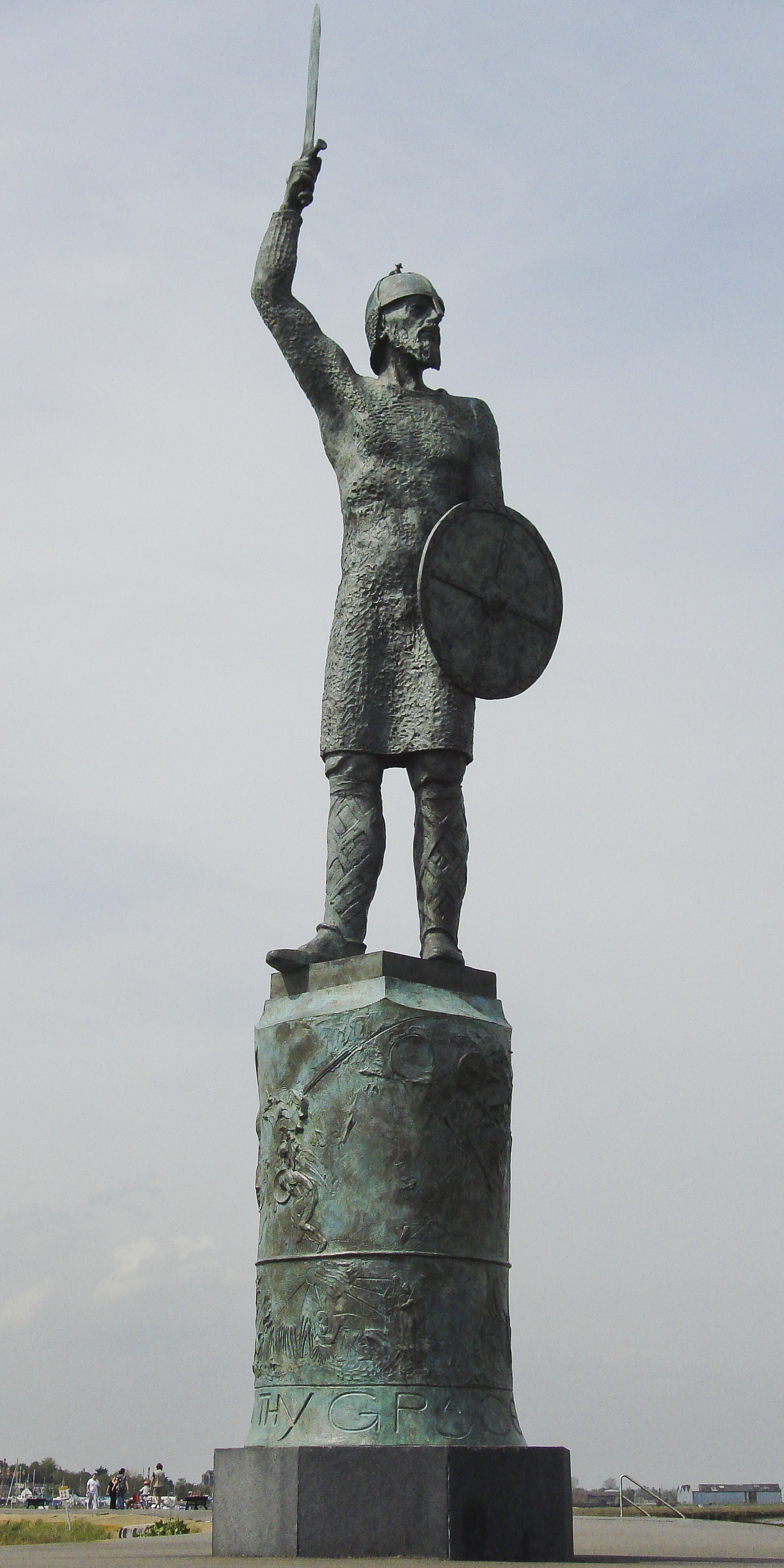
Statua Byrhtnotha - ealdormana z Essexu

Ealdorman – wcześniejsza forma angielskiego słowa alderman. Oznaczała człowieka sprawującego władzę z ramienia anglosaskiego króla, ewentualnie głowę rodziny, człowieka otoczonego powszechną czcią i uznaniem, również zarządzającego wydzielonym obszarem dawnego królestwa (hrabstwem).
Ealdorman sprawował władzę zarówno wojskową (był zobowiązany do dostarczenia zbrojnych regimentów na polecenie seniora), jak i ekonomiczną (pobór podatków) oraz prawną (stanowił przepisy, rozpatrywał odwołania). Nazwy ealdorman używało się od początku X wieku do początku XI wieku; następnie została ona zastąpiona przez miano earla.